# Порт-Монмаут (Нью-Джерсі)
Порт-Монмаут (англ. Port Monmouth) — переписна місцевість (CDP) в США, в окрузі Монмаут штату Нью-Джерсі. Населення — 3745 осіб (2020).

## Географія
Порт-Монмаут розташований за координатами 40°26′12″ пн. ш. 74°5′55″ зх. д. / 40.43667° пн. ш. 74.09861° зх. д. (40.436673, -74.098641).  За даними Бюро перепису населення США в 2010 році переписна місцевість мала площу 3,48 км², з яких 3,37 км² — суходіл та 0,11 км² — водойми.

## Демографія
Згідно з переписом 2010 року, у переписній місцевості мешкало 3818 осіб у 1368 домогосподарствах у складі 997 родин. Густота населення становила 1098 осіб/км².  Було 1441 помешкання (414/км²).
Расовий склад населення:
| - 93,0 % — білих - 2,1 % — чорних або афроамериканців - 2,0 % — азіатів - 0,2 % — корінних американців - 1,5 % — осіб інших рас |

До двох чи більше рас належало 1,2 %. Частка іспаномовних становила 7,9 % від усіх жителів.
За віковим діапазоном населення розподілялося таким чином: 24,1 % — особи молодші 18 років, 65,6 % — особи у віці 18—64 років, 10,3 % — особи у віці 65 років та старші. Медіана віку мешканця становила 39,7 року. На 100 осіб жіночої статі у переписній місцевості припадало 95,1 чоловіків;  на 100 жінок у віці від 18 років та старших — 91,7 чоловіків також старших 18 років.
Середній дохід на одне домашнє господарство  становив 90 872 долари США (медіана — 82 125), а середній дохід на одну сім'ю — 111 793 долари (медіана — 108 125). Медіана доходів становила 66 510 доларів для чоловіків та 52 468 доларів для жінок. За межею бідності перебувало 5,0 % осіб, у тому числі 2,8 % дітей у віці до 18 років та 10,9 % осіб у віці 65 років та старших.
Цивільне працевлаштоване населення становило 1856 осіб. Основні галузі зайнятості: роздрібна торгівля — 15,7 %, освіта, охорона здоров'я та соціальна допомога — 14,6 %, транспорт — 13,5 %.